# Nyctophobic
Nyctophobic war eine Deathgrind-Band aus Mannheim (Deutschland). Das ältere Material der Band ist von Death-Metal-Einflüssen geprägt.

## Geschichte
Gegründet wurden Nyctophobic 1992. Ein Demo, wie damals üblich, hat die Band nie aufgenommen. Nach dem ersten Konzert erhielt die Band einen Plattenvertrag mit MMI Musik und nahm die 7" EP Negligenced Respect auf. Im Jahr 1995 nahm Nyctophobic für das deutsche Label Morbid Records das Album War Criminal Views auf. Nach zahlreichen Veröffentlichungen hat die Band seit ihrem Album Insects aus dem Jahr 2000 keine Aufnahmen mehr getätigt. Ein letztes Lebenszeichen der Band war im Jahr 2006 zu vermelden. Es erschien die Kompilation Blast from the Past auf der alle alten Veröffentlichungen erstmals auf CD erhältlich sind. In der 16-jährigen Bandgeschichte hat sich die Besetzung mehrfach geändert. Bei Nyctophobic spielten Mitglieder von u. a. Blood, Naked Whipper, GUT, Nunwhore Commando 666, Boiling Blood, Stack, My Own Lies. Die Band löste sich im Mai 2010 auf.

## Diskografie
- 1994: Live in Mannheim (Split-EP) mit Agathocles
- 1994: Negligenced Respect (EP)
- 1995: Live in Pforzheim (Live-Album)
- 1995: Live – Merksplas (Live-Album)
- 1995: Four Ways to Misery (Split-Album)
- 1996: Inner Manipulation (EP)
- 1996: War Criminal Views (Album, Morbid Records)
- 1998: The Tomb of Grind (7" EP)
- 1998: Totally Fucking Dead / Sterility (Split-EP) mit Exhumed
- 1999: Eternal Live Hate (Live-Tape)
- 2000: (Split-EP) mit Mesrine und Traumatism
- 2000: Insects (Album, Morbid Records)
- 2006: Blast from the Past (Best of)